# Federico Pinedo (bisnieto)
Federico Pinedo (Buenos Aires, 29 de diciembre de 1955) es un abogado y político argentino, perteneciente al partido Propuesta Republicana (PRO). Ejerció el cargo de Presidente provisional del Senado de la Nación desde el 3 de diciembre de 2015 hasta el 10 de diciembre de 2019. 
Durante doce horas, entre el inicio del día 10 de diciembre de 2015 hasta la jura ese mismo mediodía del presidente electo Mauricio Macri, tuvo a su cargo «el ejercicio del Poder Ejecutivo» de la Nación Argentina (denominación que indica la ley 25.716 de acefalía presidencial).

## Biografía

### Comienzos
Es chozno de Cornelio Saavedra, tataranieto del general Agustín Pinedo, ministro de Guerra y Marina de Juan Manuel de Rosas entre 1835 y 1852, bisnieto de Federico Pinedo, quien fuera intendente de Buenos Aires a finales del siglo XIX, nieto del economista Federico Pinedo, que se desempeñó como ministro de Hacienda en el gobierno de Agustín P. Justo, Roberto Ortiz y en el gobierno de José María Guido, e hijo de Enrique Pinedo, diputado provincial de Buenos Aires entre 1960 y 1962.
Está divorciado de Cecilia Patrón Costas, con quien tiene dos hijos.
Se recibió de abogado en 1978 en la Universidad de Buenos Aires.

### UCeDé y Partido Demócrata (1987-2001)
Su carrera política inició en 1972, en el partido Nueva Fuerza del liberal Álvaro Alsogaray. En 1987 fue elegido concejal de la Capital Federal por el período 1987-1991 (por el partido UCeDé).
En 1991 fue nombrado inspector general de la Ciudad de Buenos Aires, bajo el gobierno de Carlos Grosso. Fue apuntado junto con el entonces inspector general de la Ciudad de Buenos Aires, Federico Pinedo  y el concejal Jorge Castells por la concesión irregular de la explotación del Campo Municipal de Golf y del Velódromo de Buenos Aires a la empresa Asesores Empresarios S.A. empresa fantasma cuyos socios estaban vinculados a él.
En 1993 se afilió al Partido Demócrata de la Capital Federal. Ese año se presentó como primer candidato por la UCeDé para las estatuyentes de Buenos Aires, apoyando la candidatura del ex ministro del interior menemista Gustavo Béliz (Nueva Dirigencia) y la de Domingo Felipe Cavallo (Acción por la República) a Diputado Nacional.
De 1994 a 1996 fue presidente del Partido Demócrata de la Capital Federal (PD).[cita requerida]
Durante agosto de 2001, el PD abandonó la alianza con Domingo Cavallo, incorporándose a la Alianza de Centro liderada por Gustavo Béliz (Nueva Dirigiencia). Luego del estallido de la crisis política, económica y social en la Argentina de 2001, se abocó a trabajar junto con Ricardo López Murphy.

### Diputado nacional (2003-2015)
En 2003, para las Elecciones legislativas por la Ciudad Autónoma de Buenos Aires, ocupó el quinto lugar de la lista del Frente Compromiso para el Cambio y resultó elegido en agosto de 2003 para el período 2003-2007. Permaneció junto con quien encabezaba la lista (Jorge Vanossi) en un bloque macrista propio.
Luego de varios roces entre las fuerzas de centro-derecha, conformó junto con Recrear (López Murphy), el Movimiento Popular Neuquino y los restos de la UCeDé y Acción por la República el interbloque "Juan Bautista Alberdi".
En 2005 fue parte de la fundación de "Propuesta Republicana", alianza entre Recrear y el partido vecinal de Mauricio Macri llamado Compromiso para el Cambio. En 2007 se presentó en primer lugar de las listas por la diputación de la Ciudad de Buenos Aires por el PRO, consiguiendo la reelección y afianzándose como el líder de su bancada en el Congreso Nacional, y uno de los referentes del partido. Pinedo logró ingresar junto con su segunda, Cynthia Hotton.

#### Labor parlamentaria
Durante el paro agropecuario patronal de 2008, pidió la derogación de la resolución 125 que esquematizaba un sistema de retenciones móviles para retrotraer los precios que los productores obtendrían por la exportación a noviembre del 2007; más allá del debate en torno al tema, esta es la posición que tanto Pinedo como el PRO tomaron frente al asunto.
En 2010 fue denunciado por fraude procesal, al intentar obstruir un proceso judicial en su contra. Voto en contra del matrimonio igualitario ese mismo año.
En 2011 se presentó como primer candidato a diputado nacional por el PRO, que decidió no llevar candidato a presidente, y en las elecciones primarias del 14 de agosto obtuvo alrededor del 16% de los votos, quedando detrás de la lista del Frente para la Victoria, encabezada por el viceministro de economía nacional Roberto Feletti. El 23 de octubre de 2011 en las elecciones presidenciales quedó segundo detrás de Roberto Feletti y volvió a renovar su banca.
Propuso la unidad de los opositores para las elecciones presidenciales tras el amplio triunfo de Cristina Fernández de Kirchner, durante una entrevista en el programa de Gerardo Rozín en C5N. La propuesta no fue tenida en cuenta.
Fue uno de los diputados nacionales que votaron contra la ley que declara la expropiación del 51% del capital accionario de YPF en manos de Repsol y también en contra de la Ley de Fertilización Asistida. contra la sanción de la ley de reforma política que introdujo el sistema de primarias abiertas, simultáneas y obligatorias (PASO) Fue denunciado por obstrucción de la justicia debido a los continuos cambios en los procedimientos judiciales que se realizaron en la causa generada a partir del conflicto por el Fondo del Bicentenario. Según la denuncia el diputado del PRO se valió de un "ardid" judicial para conseguir que el amparo presentado por el legislador macrista, sea encausado por la vía ordinaria y así "poder recusar a uno de los camaristas". El procurador del Tesoro, Osvaldo Guglielmino, solicitó una denuncia penal contra Pinedo por estafa procesal. En marzo de 2020 diferentes jueces y fiscales denunciaron haber sido víctimas de "aprietes" por parte de funcionarios y operadores judiciales del macrismo. En una entrevista radial Pinedo confirmó las maniobras contra la justicia.

### Presidencia Provisional del Senado (2015-2019)

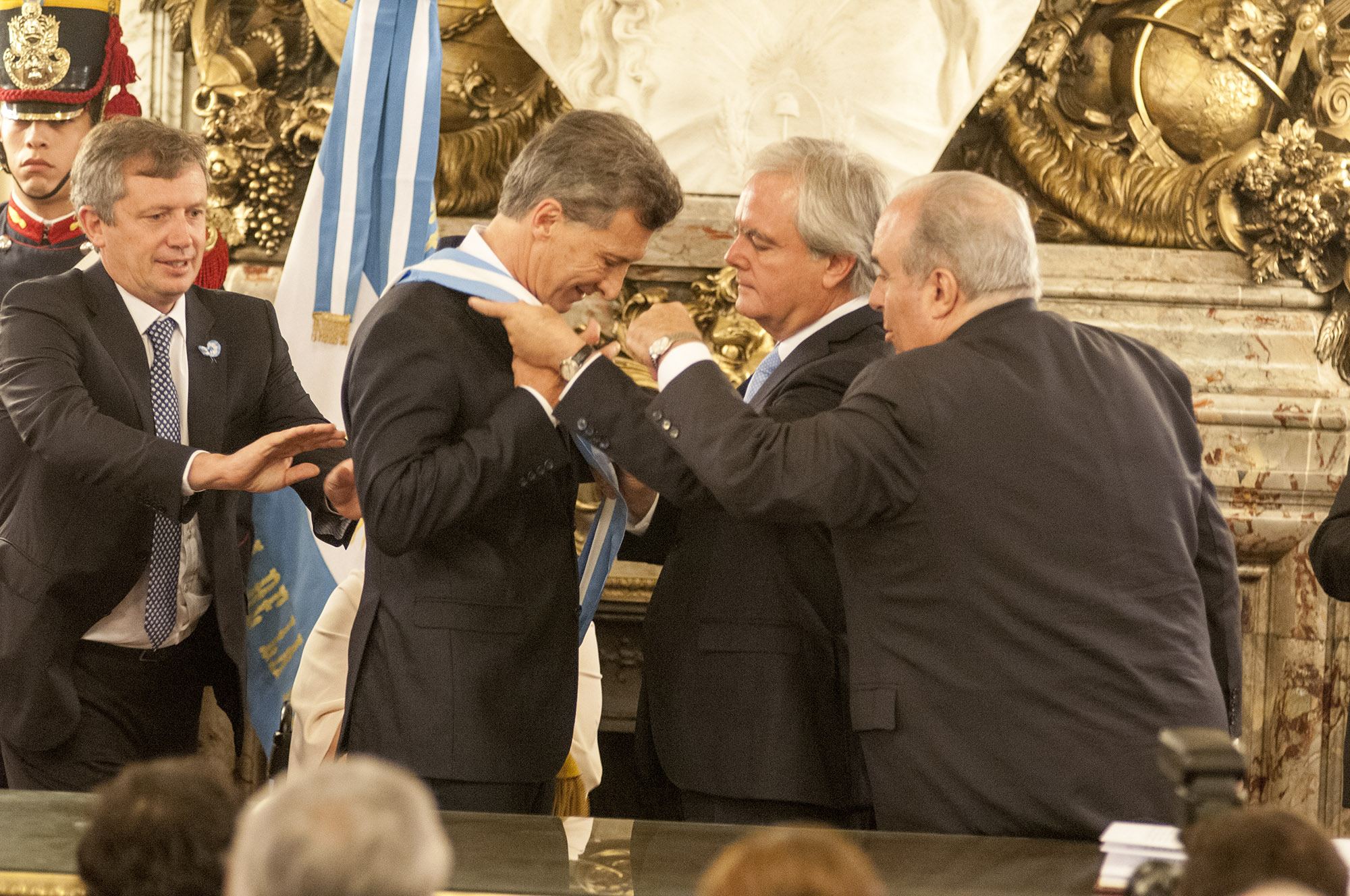
Macri recibiendo los atributos de mando en la Casa Rosada por parte de Federico Pinedo, Presidente Provisional del Senado en ejercicio del Poder Ejecutivo.

En diciembre de 2015 reemplaza a Diego Santilli en el Senado. Pocos días antes del traspaso del mando, la presidenta saliente y el presidente entrante mantuvieron una fuerte confrontación sobre el lugar de entrega del bastón de mando y la banda presidencial, atributos simbólicos del Presidente. La presidenta saliente, Cristina Kirchner, sostuvo que el lugar debía ser el Congreso de la Nación ante la Asamblea Legislativa, argumentando que "lo indica el artículo 93 de la Constitución Nacional" mientras que el presidente entrante, Mauricio Macri sostuvo que  el bastón y la banda debían ser entregados en la casa de gobierno. La controversia surgió porque en la constitución nacional no se especifica donde deben ser entregados los atributos presidenciales Sin embargo la Constitución Nacional en su artículo 93 aclara taxativamente que: "Al tomar posesión de su cargo el presidente y vicepresidente prestarán juramento, en manos del presidente del Senado y ante el Congreso reunido en Asamblea...".
Macri solicitó una medida cautelar solicitando que el mandato de Cristina Fernández de Kirchner termine el día 9 de diciembre. El fiscal Jorge Di Lello dictaminó a favor, y luego la jueza María Servini de Cubría rechazó la medida cautelar e hizo lugar al pedido como acción declarativa de certeza dictando una sentencia que dispuso que el mandato de la presidenta Fernández de Kirchner finaliza a la medianoche del 9 de diciembre y el presidente Macri comienza su mandato a las 0 horas del 10 de diciembre, quedando el Poder Ejecutivo acéfalo, razón por la cual, Federico Pinedo quedó "en ejercicio del Poder Ejecutivo" sin ocupar el cargo de Presidente de la Nación hasta la jura de Mauricio Macri doce horas más tarde.
Esa situación fue objeto de comentarios irónicos en las redes sociales, llegando a ser tendencia.
Conocida la decisión del fiscal, el extitular de la Agencia Federal de Inteligencia Oscar Parrilli cuestionó irregularidades en la decisión judicial por acortar el mandato constitucional de Cristina Kirchner, dejar al país sin presidente titular y obligar a poner en funcionamiento la ley de acefalía, sosteniendo ante una afirmación de un periodista que «si hay acefalía como usted dice eso para mí es un golpe».
En 2016 en medio de una ola de despidos de empleados estatales se produjo una controversia debido a la designación de familiares en diferentes puestos de la administración pública por parte del gobierno, entre ellos Enrique Pinedo, el hermano de Federico. Federico Pinedo hizo designar en dos cargos simultáneos a su hermano que consiguió dos cargos en el Poder Legislativo con apenas 20 días de diferencia. El hermano de Pinedo fue designando en la Cámara Baja el 23 de diciembre, con retroactividad al 10 de diciembre, a pedido del PRO y el 13 de enero, también retroactivo al 10 de diciembre, fue designado como director general de Relaciones Institucionales del Senado. A la par de ese nombramiento, el Congreso Nacional destinó cerca de 100 mil pesos para cubrir los viáticos de la custodia de Federico Pinedo durante su estadía veraniega, sin actividad oficial, en Villa La Angostura y Bariloche. días después su ex cuñada sería designada como directora del Banco Nación.
En 2018 fue denunciado penalmente junto a varios ministros del PRO entre ellos el  ministros de Trabajo Jorge Triaca, el de Medio Ambiente Sergio Bergman, el de defensa Julio Martínez y Laura Alonso por la contratación con dinero público de una consultora, que pertenecería a tres asesores del PRO y que desde su página web ofrecía servicios de lobby. siendo denunciado por "incumplimiento de los deberes de funcionario público, abuso de autoridad, negociaciones incompatibles y malversación de fondos públicos" por la contratación irregular de la consultora  vinculada a asesores del PRO para tareas de prensa y comunicación.
Se encuentra imputado por el fiscal federal Patricio Evers por "negociaciones incompatibles" con la función pública, al ser acusado de intentar favorecer mediante un proyecto de ley a una empresa de telecomunicaciones de la cual fue parte.
Su voto en el proyecto de Ley de Interrupción Voluntaria del Embarazo del 8 de agosto de 2018 fue negativo.

### Actividad posterior
Tras finalizar su mandato como Senador Nacional anunció que volvía a ejercer su profesión de abogado, creando un estudio jurídico junto a Héctor Huici, quien fue secretario de las Tecnologías de la Información y las Comunicaciones durante el gobierno de Mauricio Macri.
En 2022 se sumó al equipo de la candidata presidencial Patricia Bullrich como Coordinador de Asuntos Internacionales.

## Posiciones políticas
Pinedo se autodefine como un “conservador popular”. En cuanto a sus posiciones políticas, se opone a la despenalización del aborto y se muestra a favor del matrimonio igualitario. Además, apoya la adopción homoparental.